# Niños soldado en la República Democrática del Congo

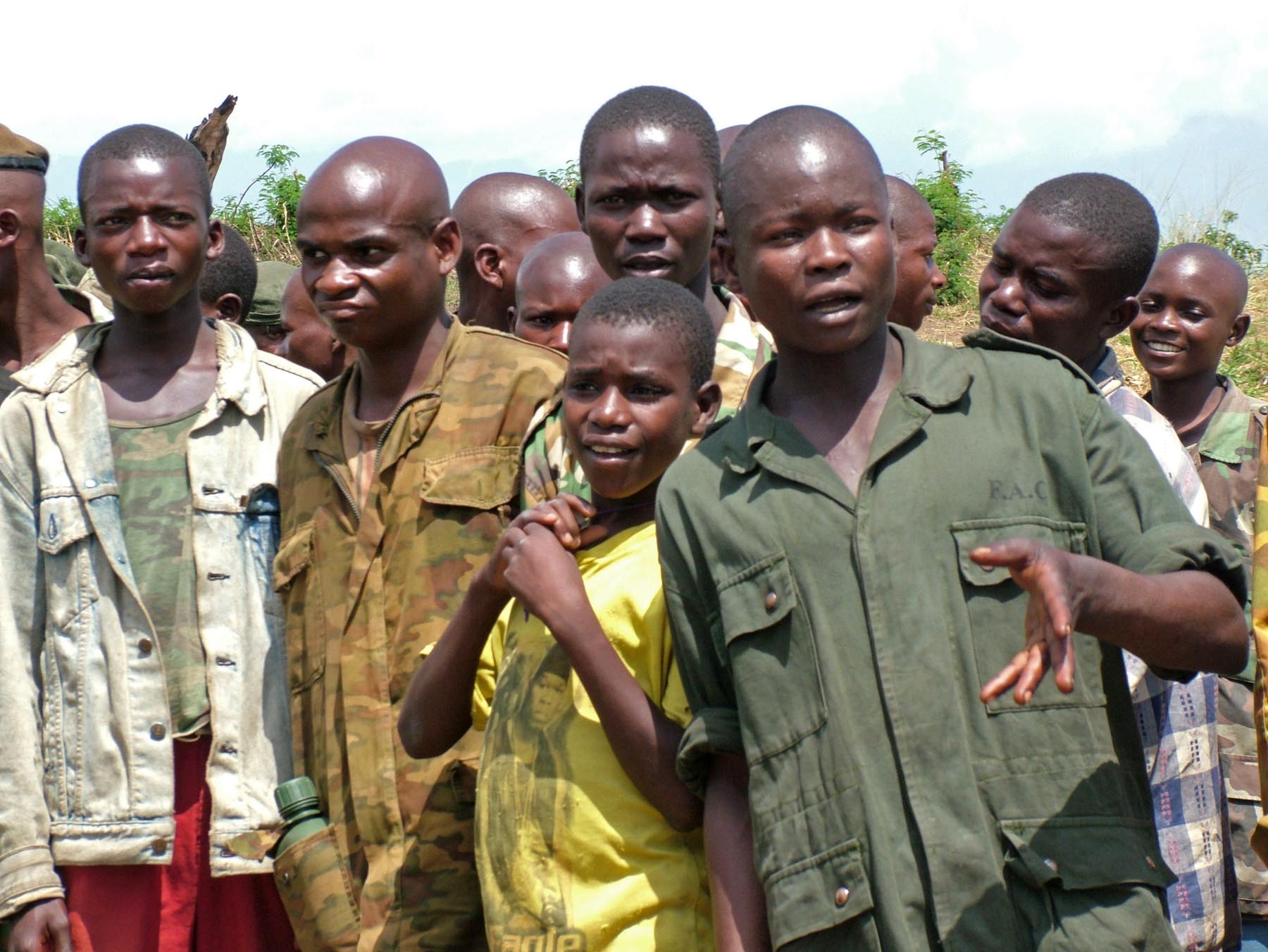
Grupo de niños soldados desmovilizados en la RDC.

Durante el primer y segundo conflicto civil que tuvieron lugar en la República Democrática del Congo (RDC), todos los bandos involucrados en la guerra reclutaron activamente o realizaron levas de niños soldados, llamados localmente Kadogos que es la expresión en suajili que significa "los pequeños".
Se ha estimado que la milicia liderada por Thomas Lubanga Dyilo se componía en un 30% de niños. En el 2011 se estimaba que 30,000 niños todavía operaban en los grupos armados. La Misión de Estabilización de la Organización de Naciones Unidas en la República Democrática del Congo (MONUSCO), emitió un informe en el 2013 en el cual afirma que entre el 1 de enero del 2012 al 31 de agosto del 2013 unos 1,000 niños habían sido reclutados por grupos armados, y describió como "endémico" el reclutamiento de niños.
El expresidente Laurent Kabila había usado niños en el conflicto a partir de 1996 y se ha estimado que unos 10,000 niños, algunos de solo 7 años de edad formaron parte de sus milicias.
La Corte Penal Internacional (CPI), en los primeros juicios realizados sobre violaciones a los derechos humanos en la RDC, realizó las primeras acusaciones, juicios y condenas, en la jurisprudencia nacional por usar niños en combate.

## Marco general
Se estima en la literatura académica que hasta 300,000 niños forman parte de las fuerzas armadas irregulares y regulares en todo el mundo, y que este número está aumentando. En África, se estima que hasta 120,000 niños, que es el 40 por ciento del total mundial, se utilizan actualmente como combatientes o personal de apoyo. África tiene la mayor tasa de crecimiento en el uso de niños en conflicto, y en promedio, la edad de los alistados también está disminuyendo. En 2003 se estimó que hasta 30,000 niños fueron utilizados como soldados en la RDC, con niños que representan hasta el cuarenta por ciento de algunas milicias.
En 1989, las Naciones Unidas aprobó la Convención sobre los Derechos del Niño. El artículo 38 establece que "los Estados partes tomarán todas las medidas posibles para garantizar que las personas que no hayan cumplido los 15 años no participen directamente en las hostilidades". El protocolo opcional sobre la participación de niños en conflictos armados entró en vigor en 2002 y estipula que los actores estatales "tomarán todas las medidas posibles para garantizar que las personas menores de 18 años no participen directamente en las hostilidades y que no son reclutados obligatoriamente en sus fuerzas armadas ". La RDC es signataria de ambos acuerdos. La postura oficial adoptada por UNICEF es que el uso de niños en conflictos armados es moralmente reprensible e ilegal.

## Reacción internacional
Según David M. Rosen, se ha criticado a Estados Unidos por su apoyo a las naciones que reclutan niños en sus fuerzas armadas. Para cumplir con la Ley de Protección de Niños Soldados (CSPA), en 2009, el Departamento de Estado enumeró seis naciones que han sido sancionadas por la ley, Birmania, Chad, RDC, Somalia, Sudán y Yemen. El 25 de octubre de 2009, el presidente Barack Obama derogó las restricciones a cuatro de las seis naciones. Como justificación, argumentó que las naciones involucradas eran importantes porque cooperaban con intereses esenciales para la política exterior de Estados Unidos. La razón dada para la derogación hacia la República Democrática del Congo fue "la necesidad de continuar los servicios de reforma de la defensa e influir en los patrones de comportamiento negativo del ejército en una fuerza profesional apolítica que respeta los derechos humanos". Obama también dijo que estas cuatro naciones estaban progresando en la eliminación del uso de niños. Sin embargo, el reclutamiento de menores en la República Democrática del Congo puede aumentar.

## Reacción del gobierno
El 19 de marzo de 2006, el Mayor Jean-Pierre Biyoyo fue sentenciado a cinco años de prisión por reclutar y entrenar niños soldados, fue la primera vez que un tribunal en la RDC juzgaba y condenaba a un soldado por reclutar niños.